# 帯広の森スポーツセンター
帯広の森スポーツセンター（おびひろのもりスポーツセンター）は、北海道帯広市にある屋内多目的スポーツ施設。

## 概説
2001年（平成13年）10月6日開場。帯広の森運動公園にあり、夏季は軽運動場としてインラインホッケー、フットサル、社交ダンス、バドミントン、ミニバレー、バウンドテニス、ゴルゲート、卓球、3x3（バスケットボール）、その他軽スポーツなどのレクリエーションに利用されている。冬季はスケートリンクとしてアイスホッケー、スピードスケート、フィギュアスケート、ショートトラックなどに利用されている。2019年に開催のIIHF女子アイスホッケーU18世界選手権のメイン会場となったほか、インラインホッケー全日本選手権がたびたび開催され、日本学生氷上競技選手権大会フィギュアスケート会場にもなっている。

## 施設
夏季（4月20日から9月10日）は軽運動場、冬季（10月1日から3月20日）はアイスリンク場になる。公衆無線LAN (Wi-Fi) 使用可能。
- リンク／公認リンク（60 m×30 m）
- バイピング永久床式（鋼管埋設）
- 1階
  - 選手控室
  - レフェリー室
  - プレイヤーズベンチ
  - ペナルティベンチ
  - オフィシャルボックス
  - 会議室
  - 医務室
  - シャワー室
  - 役員室
  - 事務室
- 2階
  - 観覧席
  - 休憩室

## アクセス
北海道旅客鉄道（JR北海道）帯広駅からバスで約40分